# Renzo Piano
Renzo Piano (* 14. září 1937) je světově proslulý italský architekt, držitel Pritzkerovy ceny za architekturu a několika dalších ocenění.

## Biografie
Narodil se v Janově v Itálii v roce 1937 a tam také dnes bydlí. V roce 1964 vystudoval univerzitu Politecnico di Milano a začal pracovat s lehkými konstrukcemi a základními příbytky. Mezi lety 1965 a 1970 spolupracoval s Louisem Kahnem a v letech 1971–1978 s Richardem Rogersem – jejich nejznámější stavba je Centre Georges Pompidou v Paříži (1977). V roce 1978 obdržel od Mezinárodní unie architektů (UIA) prestižní Cenu Augusta Perreta.
V roce 1981 založil společnost "Renzo Piano Building Workshop", která zaměstnává stovku lidí a působí Paříži, Janově a New Yorku.
Dne 18. března 2008 se stal čestným občanem Sarajeva (Bosna a Hercegovina). 30. srpna 2013 ho prezident Giorgio Napolitano jmenoval doživotním senátorem, a tak může zasedat v horní komoře italského parlamentu.

## Vybrané projekty

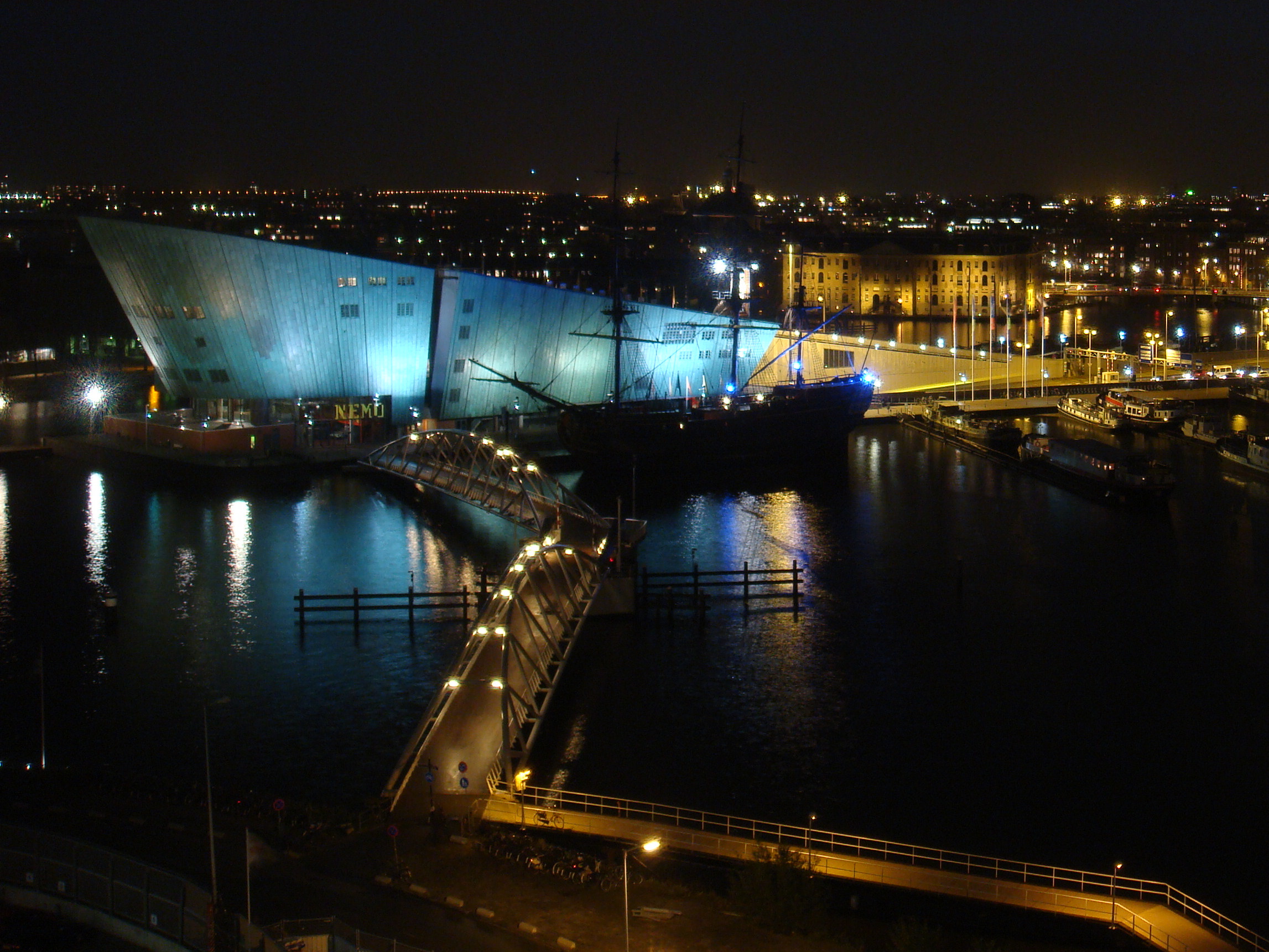
Nemo Science Centre v Amsterdamu

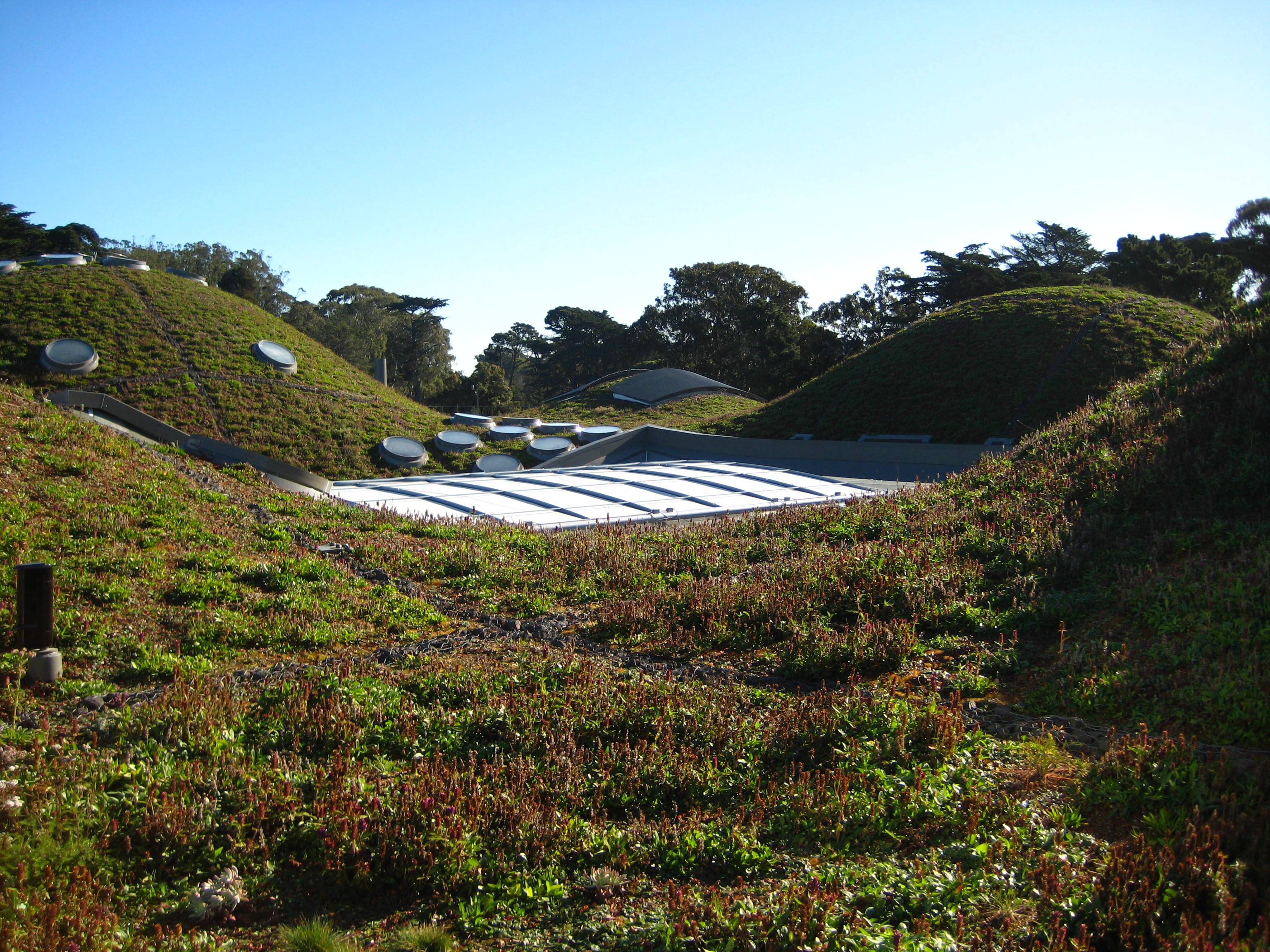
Střecha budovy Kalifornské akademie věd v San Franciscu

### Současné
- Trans National Place, Boston, Massachusetts (2006-)
- Whitney Museum of American Art, New York, New York (2005-)
- Isabella Stewart Gardner Museum, Boston, Massachusetts (2005-)
- Plán města Sesto San Giovanni, Milán, Itálie (2004-)
- Los Angeles County Museum of Art (2003-)
- Shard London Bridge, Londýn

### Dokončené
- Modern Wing Institutu umění v Chicagu (2009)
- Nichols Bridgeway, Chicago, Illinois (2009)
- přestavba budovy Kalifornské akademie věd, San Francisco, Kalifornie (2008)
- obchod Vulcano Buono, Nola, Itálie (2007)
- New York Times Tower, Manhattan, New York (2003–2007)
- Zentrum Paul Klee, Bern, Švýcarsko (2006)
- rozšíření Pierpont Morgan Library, New York, New York (2003–2006)
- Cité Internationale, Lyon, France (1995–2006)
- Weltstadthaus, Kolín nad Rýnem, Německo (2005)
- rozšíření High Museum of Art, Atlanta, Georgie (2005)
- Nasher Sculpture Center, Dallas, Texas (otevřeno 2003)
- Auditorium Parco della Musica, Řím, Itálie (2002)
- Aurora Place, Sydney, Austrálie (1996–2000)
- Jean-Marie Tjibaou Cultural Centre, Nouméa, Nová Kaledonie (1991–98)
- muzeum Beyeler Foundation, Basilej, Švýcarsko (1997)
- vědecké muzeum NEMO, Amsterdam, Nizozemsko (1997)
- Mezinárodní letiště Kansai, Ósaka, Japonsko (1987–1990)
- IRCAM a Centre Georges Pompidou, Paříž, Francie (1971–1977)